# Burg-Güssing-Radweg
Der Burg-Güssing-Radweg „B60“ ist ein zirka 26 Kilometer langer Radrundweg im Burgenland.
Er führt in einem Bogen westlich um Güssing über
Rosenberg, Sulz, Tudersdorf, Hasendorf und den Güssinger Ortsteil Ludwigshof zurück nach Güssing. Es gibt einen etwas längeren Anstieg zu der auf einer Anhöhe gelegene Streusiedlung Rosenberg. Ein zweiter, kürzerer Anstieg folgt bei Tudersdorf.

## Sehenswertes entlang der Strecke
- Güssing: Burg Güssing, Kastell Batthyány
- Pfarrkirche Deutsch Tschantschendorf (etwas abseits der Strecke)